# Rex Morgan
Rex Morgan (Charleston, Illinois, 27 d'octubre de 1948-Jacksonville, Florida, 15 de gener de 2016) va ser un jugador i entrenador de bàsquet nord-americà que va disputar dues temporades en l'NBA, i com a entrenador va dirigir diversos equips de la USBL durant 14 anys. Amb 1,96 metres d'alçada, ho feia en la posició de base.

## Trajectòria esportiva

### Universitat
Després de passar dos anys en el Community College de Lake Land, va jugar durant dues temporades amb els Dolphins de la Universitat de Jacksonville, en les quals va obtenir una mitjana de 22,2 punts i 6,8 rebots per partit. En la seva primera temporada va obtenir una mitjana de 26,9 punts per partit, el segon millor de la història dels Dolphins, sent també segon en la mitjana de tota una carrera, i primer en nombre d'assistències, amb 344.

### Professional
Va ser triat en la vintè primera posició del Draft de l'NBA del 1970 per Boston Celtics, i també pels Pittsburgh Pipers en el Draft de l'ABA, triant la primera opció. Va jugar durant dues temporades amb els Celtics, sent sempre una de les últimes opcions de la banqueta. La seva millor temporada va ser la primera, en la qual va obtenir una mitjana de 3,4 punts i 1,8 rebots per partit.

#### Estadístiques en l'NBA

##### Temporada regular
| Temporada | Edat | Equip          | Lliga | P  | TIT | MIN | TC  | TCA | %TC  | 3P | 3PA | %3P | TL  | TLA | %TL  | R.of. | R.DEF. | REB | ASIS | ROB | TAP | PER | FP  | PTS |
| 1970-71   | 22   | Boston Celtics | NBA   | 34 |     | 7.8 | 1.2 | 3.0 | .402 |    |     |     | 1.0 | 1.6 | .648 |       |        | 1.8 | 0.6  |     |     |     | 1.7 | 3.4 |
| 1971-72   | 23   | Boston Celtics | NBA   | 28 |     | 5.4 | 0.6 | 1.8 | .320 |    |     |     | 0.8 | 1.1 | .742 |       |        | 1.1 | 0.6  |     |     |     | 1.2 | 2.0 |
| Total     |      |                | NBA   | 62 |     | 6.7 | 0.9 | 2.5 | .375 |    |     |     | 0.9 | 1.4 | .682 |       |        | 1.5 | 0.6  |     |     |     | 1.5 | 2.8 |

##### Desempats
| Temporada | Edat | Equip          | Lliga | P | MIN | TCA | TC | 3PA | 3P | TLA | TL | R.of. | REB | ASIS | ROB | TAP | PER | FP | PTS | %TC  | %3P | %FT  | MIN | PTS | REB | AST |
| 1971-72   | 23   | Boston Celtics | NBA   | 4 | 10  | 1   | 7  |     |    | 1   | 3  |       | 5   | 0    |     |     |     | 6  | 3   | .143 |     | .333 | 2.5 | 0.8 | 1.3 | 0.0 |
| Total     |      |                | NBA   | 4 | 10  | 1   | 7  |     |    | 1   | 3  |       | 5   | 0    |     |     |     | 6  | 3   | .143 |     | .333 | 2.5 | 0.8 | 1.3 | 0.0 |

### Entrenador
El 1988 es va fer càrrec de la banqueta dels Jacksonville Hooters de la USBL, als quals va dirigir durant 14 anys en les seves diferents denominacions i localitzacions. El 1990 va ser triat Entrenador de l'Any, després de guanyar el seu primer campionat, repetint títol el 1994.